# 부평구
부평구(富平區)는 대한민국 인천광역시의 동부 및 중동부 에 있는 자치구이다. 조선시대에는 계양구와 함께 부평도호부였고, 원적산, 광학산, 철마산, 거마산 등을 경계로 인천 도심과는 별개의 시가지를 형성한다.

## 역사
부평은 황해와 한강을 사이에 둔 지역으로 선사시대부터 인류의 활동이 있었다. 인근의 인천과 김포에서 고인돌과 같은 유적이나 돌도끼 등의 유물이 출토되어 이 지역에 청동기 문화가 자리잡고 있었음을 보여준다. 다만, 부평구 지역에서 직접 발견된 고인돌은 없다. 부평에서 발견된 선사시대 유물로는 1950년대에 발견된 간돌도끼가 있다.
행정구역 개편 이전의 부평의 역사적 영역은 지금의 부평구를 비롯하여 인천 서구, 계양구, 부천시를 포괄하는 지역이였으며 중심지는 오늘날 계양구의 부평도호부관아 부근이었다. 1996년 주민에 의해 우연히 발견되어 발굴조사가 이어지고 있는 고강선사유적공원에서는 청동기 후기에서 철기 초기에 이르는 다양한 선사 유적과 함께 신라 하대 시기의 주거 유적이 발굴되어 이 지역에 오랫동안 사람들이 읍락을 이루고 살았음을 보여준다. 원삼국시대 부평지역은 마한의 영역에 속하였을 것으로 보인다. 1930년대 이병도는 언어적 유추로 마한에 속한 소국이었던 우휴모탁국의 위치를 부평 및 부천 지역으로 비정하기도 하였다. 이병도의 유추는 다른 견해들에 비해 가능성이 있는 것으로 평가된다.
세종실록 지리지 부평도호부 조에 부평의 옛이름이 주부토군이었다고 기록되어 있다. 삼국사기는 주부토군이 고구려의 영토였으며 신라 경덕왕 시기 이름을 장제군으로 고쳤다고 기록하고 있다. 한강 하류를 끼고 있는 지금의 부평, 부천시, 고양시 인근은 삼국시대 전략 요충지로 삼국의 각축전이 일어났던 곳으로 원래 백제의 영토였던 것을 475년 장수왕이 남진하며 개로왕의 백제군을 물리치고 고구려의 영토로 삼았고 부평 지역의 주부토군이란 이름은 이 때 붙여진 것이다. 오랫동안 문헌으로만 알려져 있던 주부토란 이름은 2009년 계양산성 발굴 조사에서 주부토로 추정되는 글씨가 세겨진 기와가 출토되어 기록을 입증하는 것으로 평가되지만 글자들이 부분적으로만 남아있어 판독하기 어렵기 때문에 단정짓기 힘들다는 견해도 있다.
백제는 빼앗긴 영토를 되찾기 위해 신라와 동맹을 맺고 고구려로 부터 한강 하류 지역을 탈환하였으나 신라가 이 지역을 점령하여 신라의 영토가 되었다. 이후 경덕왕은 한강 하류 지역에 새로 6주를 세우며 부평지역을 장제군이라 하였다. 장제군의 행정 중심지는 지금의 계양구 계산동과 계양동 부근이었다. 하위 행정지역으로 술성현(戌城縣), 김포현(金浦縣), 동성현(童城縣), 분진현(分津縣) 등이 있었다.
고려를 개국한 태조 왕건은 지명 개편과 함께 행정구역을 정비하면서 옛 장제군을 수주로 바꾸었다. 수주 밑으로 수안현, 김포현, 동성현, 통진현을 두었는데 이 가운데 동성현은 훗날 통진현에 통합되었고, 김포와 통진은 오늘날에도 여전히 당시의 지명을 사용하고 있다. 태조 당시 수안현으로 묶인 곳이 오늘날 인천시의 부평구와 계양구 및 경기도의 부천시를 아우르는 곳이다. 고려 시기 이 지역은 의종 4년(1150년)에 안남도호부가 설치되었고 고종 2년(1215년)에는 계양도호부로 이름을 바꾸었다가 충렬왕 34년에 길주목이 되었다. 부평이란 이름은 충선왕 2년(1313년)에 붙여져 이후 계속하여 같은 이름으로 불리고 있다.
조선 시대에 들어 태종 13년(1413년) 부평도호부를 설치하였다. 세종 20년(1438년) 병의 치료를 위해 전국의 온천을 찾던 세종은 부평부의 백성들이 온천의 위치를 숨기고 알리지 않는다는 이유로 부평부를 현으로 강등하였다가 8년뒤인 1446년 도호부로 복구하였다. 연산군 때와 숙종 시기에도 현으로 강등되었다 부로 복구되는 일이 있었다. 조선시기 부평부는 종3품의 부사(府使)와 종6품의 교수(敎授) 각 1명이 있었다. 부사는 행정을 담당하는 수령이었고 교수는 부평향교의 교육 책임자이다.
신증동국여지승람에서는 부평의 경계를 "동쪽으로 금천현(衿川縣) 경계까지 34리, 양천현(陽川縣) 경계까지 15리, 남쪽으로 안산군(安山郡) 경계까지 48리, 인천부(仁川府) 경계까지 15리, 서쪽으로 큰 바다까지 14리, 북쪽으로 김포현(金浦縣) 경계까지 17리, 통진현(通津縣) 경계까지 36리, 서울까지 55리이다."라고 밝히고 있다. 김정호의 대동여지도 역시 신증동국여지승람이 밝히는 경계와 같은 구역으로 부평도호부를 표기하고 있다.

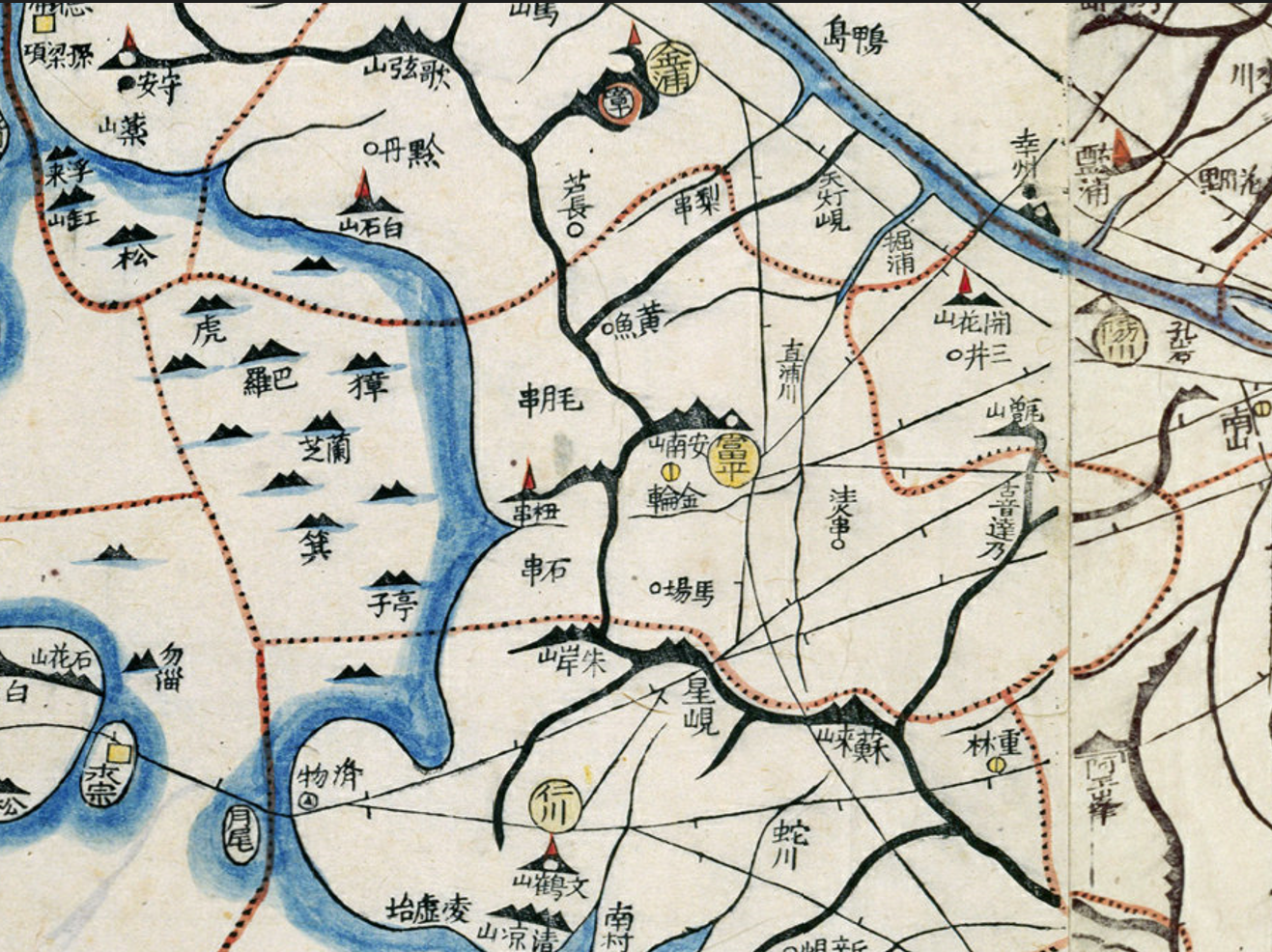
대동여지도의 부평도호부 부근 지도

1895년(고종 32년) 조선은 이십삼부제로 행정구역을 개편하면서 기존의 부평부를 인천부 산하의 부평군으로 개편하였고 다시 1896년 십삼도제로 개편하면서 경기도 산하로 변경하였다. 당시 부평군은 오늘날 인천 서구에서 계양구, 부평구와 경기도의 부천시, 서울의 구로구 일부에 이르는 지역이었다.
일제강점기이던 1914년 조선총독부는 행정구역을 개편하면서 항구 부분을 제외한 인천의 나머지 지역과 당시 부평군을 병합하여 부천군을 신설하였다. 부천이라는 명칭은 부평과 인천을 아우르기 위해 만들어진 것이다. 이 가운데 오늘날의 부평구에 해당하는 지역은 옛 조선시대의 4개 면을 통합한 부내면 지역이었다. 조선총독부는 면 아래의 행정구역을 기존의 리에서 정(町, "쵸" 또는 "마치"로 읽는다)으로 바꾸었다. 한편 1940년 총독부는 소사면을 비롯한 고척, 개봉, 오류, 천왕. 궁, 항, 온수 등 서울과 가까운 지역을 부천군으로 남기고 부내면, 계양면 등은 다시 인천부 관할로 두어 조선시대 하나의 행정단위였던 부평은 둘로 나뉘게 되었다.
1945년 해방을 맞으며 최하위 행정구역이 다시 리로 환원되었다. 1968년 1월 1일자로 인천시에 구 제도가 도입되어 중구, 남구, 동구, 북구가 설치되었다. 이 구분에 따라 오늘날의 부평구를 비롯한 지역은 북구의 관할이 되었다. 1981년 인천이 직할시로 승격되면서 북구 역시 직할시의 구로서 자리잡게 되었다. 1988년 1월 1일 북구의 일부였던 검암동, 연희동 등을 서구로 분구하였고 1989년 1월 1일 경기도 김포군의 계양면이 북구에 편입되었다. 1995년 직할시의 명칭이 광역시로 바뀐 뒤 북구가 부평구와 계양구로 분리되어 오늘날까지 이어지고 있다. 이로서 잠시 사라졌던 부평이라는 지명이 다시 쓰이게 되었다.

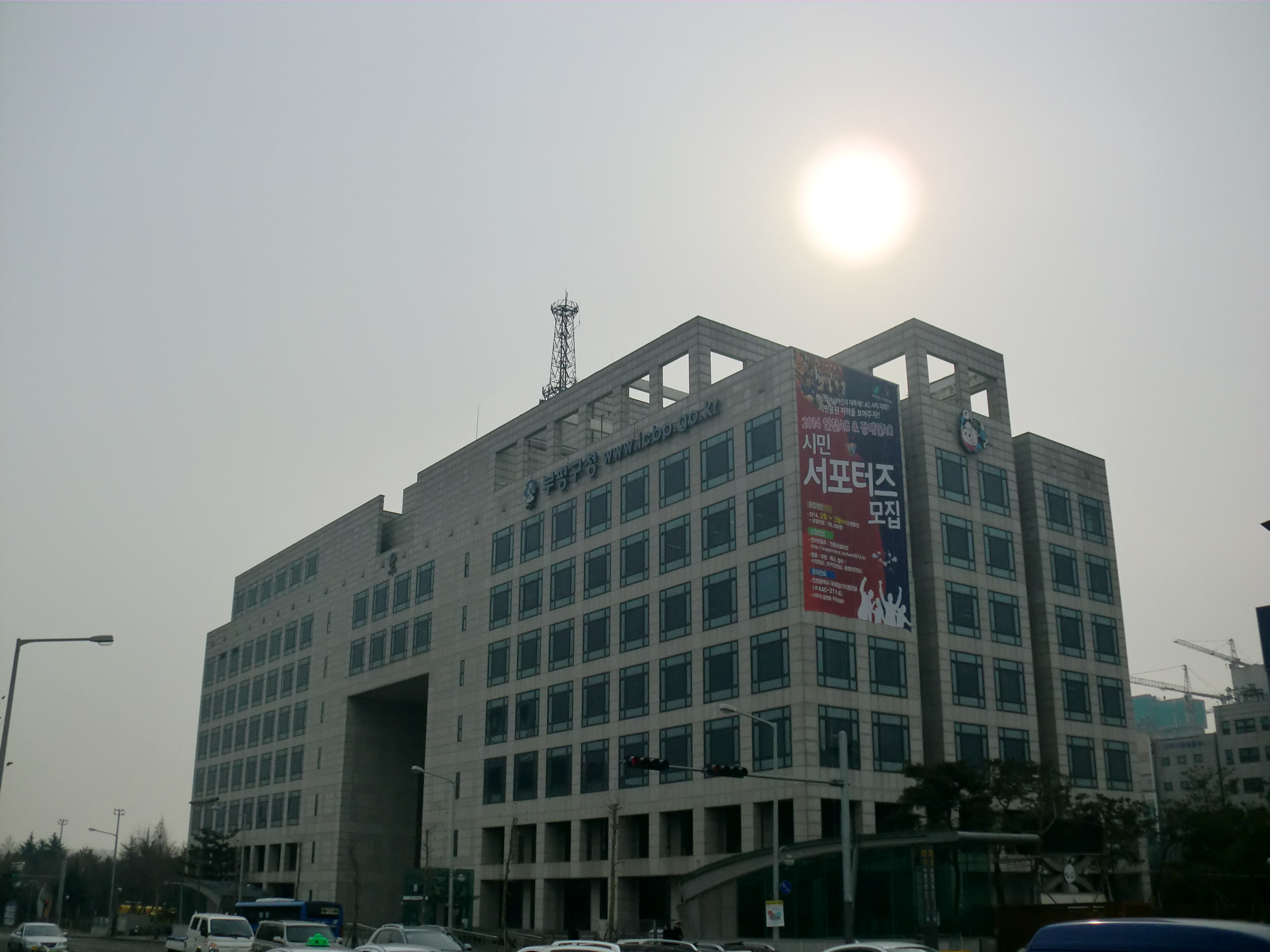
인천 부평구청
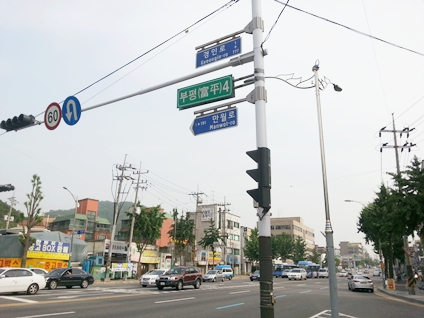
부평사거리를 접촉하고 있는 국도 제46호선
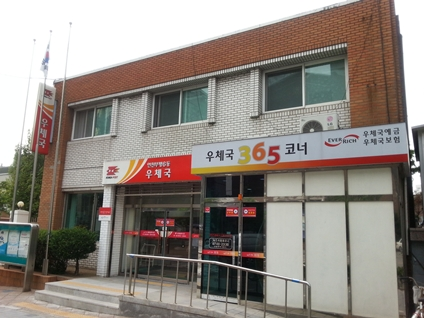
부평구 부평6동에 위치한 부평6동 우체국 전경

## 행정 구역

부평구의 행정 구역

부평구의 행정 구역은 22개동 (637통, 4,197개반)으로 구성되어 있다. 부평구의 면적은 31.98 km2로 인천시의 약 3.09%이며, 인구는 2019년 7월 기준으로 517,029명으로 인천시의 약 17.5%를 차지한다.
| 동      | 한자    | 면적(km2) | 세대    | 인구 (명) |
| ------- | ------- | --------- | ------- | --------- |
| 부평1동 | 富平1洞 | 1.10      | 15,904  | 37,584    |
| 부평2동 | 富平2洞 | 2.28      | 9,174   | 19,829    |
| 부평3동 | 富平3洞 | 1.00      | 6,479   | 13,728    |
| 부평4동 | 富平4洞 | 1.04      | 17,279  | 37,530    |
| 부평5동 | 富平5洞 | 0.83      | 15,686  | 34,622    |
| 부평6동 | 富平6洞 | 0.76      | 7,195   | 15,369    |
| 산곡1동 | 山谷1洞 | 2.07      | 6,123   | 13,783    |
| 산곡2동 | 山谷2洞 | 0.92      | 11,076  | 32,993    |
| 산곡3동 | 山谷3洞 | 1.43      | 8,701   | 23,474    |
| 산곡4동 | 山谷4洞 | 0.76      | 6,586   | 18,695    |
| 청천1동 | 淸川1洞 | 2.16      | 4,065   | 8,379     |
| 청천2동 | 淸川2洞 | 2.78      | 13,724  | 35,277    |
| 갈산1동 | 葛山1洞 | 1.07      | 7,192   | 17,233    |
| 갈산2동 | 葛山2洞 | 0.66      | 8,276   | 20,287    |
| 삼산1동 | 三山1洞 | 2.13      | 14,453  | 36,630    |
| 삼산2동 | 三山2洞 | 1.26      | 10,261  | 30,452    |
| 부개1동 | 富開1洞 | 0.95      | 7,796   | 17,547    |
| 부개2동 | 富開2洞 | 0.75      | 7,152   | 18,272    |
| 부개3동 | 富開3洞 | 0.86      | 12,533  | 33,554    |
| 일신동  | 日新洞  | 4.30      | 5,205   | 13,395    |
| 십정1동 | 十井1洞 | 1.79      | 5,873   | 13,487    |
| 십정2동 | 十井2洞 | 1.09      | 11,623  | 24,909    |
| 부평구  | 富平區  | 31.99     | 212,356 | 517,029   |

## 인구
| 연도   | 총인구    | 비고 |
| ------ | --------- | ---- |
| 1985년 | 538,894명 |      |
| 1990년 | 616,658명 |      |
| 1995년 | 488,663명 |      |
| 2000년 | 528,403명 |      |
| 2005년 | 546,321명 |      |
| 2010년 | 542,433명 |      |
| 2015년 | 548,461명 |      |
| 2019년 | 517,029명 |      |

## 구청
- 현재 부평구청은 인천광역시 부평구 부평동에 위치해 있다.

## 교육 기관
- 폴리텍대학

|  | - 한국폴리텍2대학 인천캠퍼스 |

- 고등학교

|  | - 부개고등학교 - 부개여자고등학교 - 인천부흥고등학교 - 인천외국어고등학교 - 부광고등학교 | - 부광여자고등학교 - 부평여자고등학교 - 부평고등학교 - 삼산고등학교 - 명신여자고등학교 | - 세일고등학교 - 인평자동차고등학교 - 부평공업고등학교 - 인천미래생활고등학교 | - 제일고등학교 - 인천영선고등학교 - 인천산곡고등학교 - 인천상정고등학교 - 인천진산과학고등학교 |

- 특수학교

|  | - 인천성동학교 | - 인천예림학교 | - 인천혜광학교 | - 인천은광학교 |

- 도서관
  - 인천광역시 부평도서관
  - 인천광역시 북구도서관
  - 부평기적의도서관
  - 부개도서관
  - 삼산도서관
  - 갈산도서관
  - 부개어린이도서관
  - 청천도서관

## 교통

부평구의 주요 도로와 철도

### 철도
- 한국철도공사

- ● 경인선

(경기도 부천시) ← 부개역 - 부평역 - 백운역 - 동암역 → (남동구)
환승역 : 부평역 (인천 도시철도 1호선)
급행정차역 : 부평역, 동암역
- 인천교통공사

- ● 인천 도시철도 1호선

(계양구) ← 갈산역 - 부평구청역 - 부평시장역 - 부평역 - 동수역 - 부평삼거리역 → (남동구)
환승역 : 부평역 (수도권 전철 1호선), 부평구청역 (서울 지하철 7호선)
- ● 서울 지하철 7호선

(경기도 부천시) ← 삼산체육관역 - 굴포천역 - 부평구청역 - 산곡역 →(인천광역시 서구)
환승역 : 부평구청역 (인천 도시철도 1호선)

### 도로
- 한국도로공사 관할 고속도로
  - 경인고속도로 : 부평 나들목 - 서운 분기점 (계양구와의 경계를 이룬다)
  - 수도권제1순환고속도로 : 계양구, 부천시와 인접해 있음.

- 일반 국도
  - 국도 제46호선 : 전 구간 경인로로 지정된 상태

- 기타 도로
  - 부평대로
  - 장제로
  - 마장로
  - 안남로
  - 무네미로
  - 주부토로
  - 경원대로
  - 부흥로
  - 원적로
  - 장고개로 (장고개로는 가좌동 - 산곡동 사이의 구간은 공사하지 못한 상태)

### 버스정류장 및 터미널
- 부평역시외버스정류장 : 이곳에서는 시외버스 R737번과 청주행 시외버스 등을 운행함. 다만 다른 시외버스 노선이나 고속버스 등은 인천종합버스터미널, 부천터미널 소풍까지 나가서 승차해야 함. 다만 안양역 시외버스 정류장이나 케이티엑스 광명역을 이용하려면 수도권 전철 1호선을 의지해야 하거나 부천버스 소속 88번을 이용하여 송내역에 내린 뒤 소신여객의 G8808번 직행좌석버스를 이용해야 현명하다.

## 기업체
- 동서식품
- 한국지엠

## 출신 인물

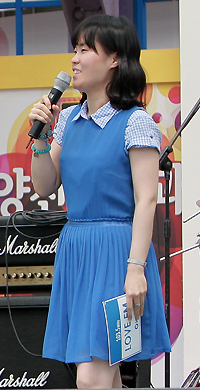
박지선은 부평구 출신의 여성 희극인이다.

- 신지(본명 : 이지선) : 음악 그룹 코요태의 구성원.
- 구혜선 : 배우, 소설가, 영화 감독, 일러스트레이터 등
- 진보라 : 피아니스트
- 이천수
- 김남일
- 조용형 :
- 최태욱 : 이상 축구 선수.
- 김디에나 : 모델, 방송인, 가수 등
- 성동일 : 배우
- 박지선 : 희극인
- 산이 : 래퍼
- 디아 : 솔로 가수, MBC 드라마 《여자를 울려》 OST의 엔딩곡 참여.
- 손수호 : 변호사

## 자매 결연
| 지역 & 국가 | 도시           | 도시     |
| ----------- | -------------- | -------- |
| 대한민국    | 강원특별자치도 | 평창군   |
| 대한민국    | 경상남도       | 고성군   |
| 대한민국    | 경상북도       | 군위군   |
| 대한민국    | 광주광역시     | 북구     |
| 대한민국    | 대구광역시     | 남구     |
| 대한민국    | 대전광역시     | 유성구   |
| 대한민국    | 울산광역시     | 북구     |
| 대한민국    | 전라남도       | 완도군   |
| 대한민국    | 전라북도       | 무주군   |
| 대한민국    | 제주특별자치도 | 서귀포시 |
| 대한민국    | 충청남도       | 금산군   |
| 대한민국    | 충청북도       | 충주시   |
| 미국        | 오리건주       | 잭슨군   |
| 라오스      | 우돔사이주     | 우돔폰시 |